# Premio Johan Skytte in Scienze Politiche
Il premio Johan Skytte in scienze politiche, in lingua svedese Skytteanska priset , è stato istituito nel 1995 dalla  Fondazione Johan Skytte  dell'Università di Uppsala.

## Storia
La fondazione è stata istituita con una donazione del 1622 da parte di Johan Skytte (1577-1645), politico e rettore dell'Università, che istituì la cattedra di eloquenza e politica (Skyttean professorship of Eloquence and Government). Il premio, costituito da una somma di 500.000 corone svedesi, viene annualmente assegnato "allo studioso che, a insindacabile giudizio della fondazione, ha dato il maggior contributo alle scienze politiche" .

## Vincitori del premio Johan Skytte in Scienze Politiche
| Anno | Vincitore                                                                                    |
| ---- | -------------------------------------------------------------------------------------------- |
| 1995 | Robert A. Dahl (n. 1915), professore emerito, Yale University                                |
| 1996 | Juan J. Linz (n. 1926), professore, Yale University                                          |
| 1997 | Arend Lijphart (n. 1936), professore, University of California, San Diego                    |
| 1998 | Alexander L. George (1920-2006), professore, Stanford University                             |
| 1999 | Elinor Ostrom (n. 1933), professoressa, Indiana University Bloomington                       |
| 2000 | Fritz W. Scharpf, professore, Max Planck Institute for the Study of Societies in Colonia     |
| 2001 | Brian Barry (1936-2009), professore, Columbia University                                     |
| 2002 | Sidney Verba (n. 1932), professore, Harvard University                                       |
| 2003 | Hanna Pitkin (n. 1931), professoressa emerita, University of California                      |
| 2004 | Jean Blondel (n. 1929), professore, European University Institute, Firenze                   |
| 2005 | Robert Keohane (n. 1941), professore, Princeton University                                   |
| 2006 | Robert Putnam (n. 1941), professore, Harvard University                                      |
| 2007 | Theda Skocpol (n. 1947), professore, Harvard University                                      |
| 2008 | Rein Taagepera (n. 1933), professore, University of California                               |
| 2009 | Philippe C. Schmitter (n. 1936), professorial fellow, European University Institute, Firenze |
| 2010 | Adam Przeworski (n. 1940), professore, New York University                                   |